# Gavin Williamson
Gavin Alexander Williamson CBE (sinh ngày 25 tháng 6 năm 1976) là một chính trị gia bảo thủ người Anh, từng là Bộ trưởng Quốc phòng từ năm 2017 đến 2019, và đã từng là Thành viên Nghị viện đại diện cho South Staffordshire từ năm 2010.
Williamson từng phục vụ trong Chính phủ Cameron với tư cách là Thư ký riêng của Nghị viện (PPS) cho Patrick McLoughlin, Bộ trưởng Bộ Giao thông vận tải  trước khi được bổ nhiệm làm Thư ký riêng của Nghị viện vào Thủ tướng vào tháng 10/2013. Từ ngày 14 tháng 7 năm 2016 đến ngày 2 tháng 11 năm 2017, ông giữ chức vụ Trưởng ban tổ chức Hạ viện Anh (Chief Whip) trong Chính phủ tháng 5, vào ngày 2 tháng 11 năm 2017, ông được bổ nhiệm làm Bộ trưởng Quốc phòng. Vào ngày 1 tháng 5 năm 2019, ông bị cách chức Bộ trưởng Quốc phòng, sau vụ rò rỉ từ Hội đồng An ninh Quốc gia. Williamson đã kiên quyết phủ nhận cáo buộc này và tuyên bố ông là nạn nhân của một "kẻ thù truyền kiếp" và một "tòa án chuột túi".

## Đầu đời và sự nghiệp
Williamson có nguồn gốc từ Scarborough, Bắc Yorkshire. Cha mẹ của ông, Ray, một nhân viên chính quyền địa phương, và Beverly, một nhân viên trung tâm việc làm, đều là cử tri Lao động. Williamson được giáo dục tại Scarborough, tại Trường tiểu học East Ayton, sau đó là Trường Raincliffe, một trường toàn diện của tiểu bang, và Trường Cao đẳng Hình thức Thứ sáu, nơi ông học Chính phủ và Chính trị và Kinh tế ở cấp độ "A". Ông có bằng Cử nhân Khoa học Xã hội của Đại học Bradford.
Williamson là chủ tịch quốc gia áp chót của sinh viên bảo thủ, trước khi tổ chức này bị bãi bỏ vào năm 1998 và đôi cánh thanh niên riêng biệt của đảng đã được hợp nhất thành tổ chức Tương lai Bảo thủ. Ông được bầu làm ủy viên hội đồng quận năm 2001 cho bộ phận Seamer ở Bắc Yorkshire nhưng sau đó đã từ chức năm 2005. Williamson là cựu Phó Chủ tịch của Hiệp hội Bảo thủ Khu vực Staffordshire, Chủ tịch Hiệp hội Bảo thủ Stoke-on-Trent, và Phó Chủ tịch Hiệp hội Bảo thủ Derbyshire Dales.
Williamson làm giám đốc điều hành của nhà sản xuất lò sưởi Elgin & Hall, công ty con của AGA, cho đến năm 2004.
Williamson đã trở thành giám đốc điều hành của Aynsley Trung Quốc, một công ty gốm có trụ sở tại Staffordshire vào năm 2005. Nó bán bộ đồ ăn bằng gốm và sau đó ông trở thành đồng sở hữu. Vào tháng 4 năm 2005, Williamson đã được trích dẫn trong các báo cáo về việc người tiêu dùng vội vàng mua các mặt hàng với ngày cưới sai trong ngày cưới của Charles và Camilla. Anh ấy nói với The Telegraph, "Chúng tôi thực sự đã chiến đấu trong các cửa hàng bán lẻ của chúng tôi. Vào ngày đầu tiên sau khi thông báo, tôi đã đi vào cửa hàng nhà máy của chúng tôi ở Stoke-on-Trent và chúng tôi đã có những người chiến đấu với miếng ăn cuối cùng mà chúng tôi có được trong cửa hàng. Tôi nghĩ mọi người đã quyết định rằng đây sẽ là lương hưu của họ. " 
Ông cũng đã làm việc cho một công ty thiết kế kiến trúc cho đến khi trở thành MP vào năm 2010 
Trong cuộc Tổng tuyển cử năm 2005, ông đã không thành công trong vai trò ứng cử viên của đảng Bảo thủ ở Blackpool North và Fleetwood. Sau năm 2005, Williamson sau đó chuyển đến Derbyshire.